# Рамос, Итан
Итан Адриан Рамос (исп. Ethan Adrian Ramos; 3 апреля 1995, Патерсон, Нью-Джерси, США) — американский и пуэрториканский борец вольного стиля.

## Карьера
Занимался студенческой борьбой в США. В 2015 году занял 6 место в Первом дивизионе NCAA. Является чемпионом Конференции атлантического побережья 2016 и 2018 годов, в 2017 году был вторым. В начале мая 2018 года в Лиме на Панамериканском чемпионате дошёл до финала, где уступил американцу Марку Холлу, став серебряным призёром. В мае 2022 года в Акапулько стал бронзовым призёром Панамериканского чемпионата. 1 марта 2024 году на Панамериканском олимпийском квалификационном турнире, проходившем в мексиканском Акапулько, он завоевал для Пуэрто-Рико лицензию на Олимпийские игры, которые пройдут в Париже.

## Личная жизнь
Учился в средней школе Хоторна (штат Калифорния) и Университета Северной Каролины в Чапел-Хилле . Он является братом-близнецом борца Эвана Рамоса.